# 嘉元の乱
嘉元の乱（かげんのらん）は、鎌倉時代後期の嘉元3年（1305年）に発生した鎌倉幕府内での騒乱。北条宗方の乱、嘉元の五月騒動とも呼ばれている。

## 事件の経緯
4月22日、既に執権職を退きながらも実権を握っていた得宗・北条貞時の屋敷で火災があり、貞時は従弟で娘婿の執権北条師時の館に移った。
その翌日の23日深夜、貞時の「仰せ」とする得宗被官、御家人の一団が葛西ヶ谷にあった連署・北条時村の屋敷を襲い、時村ら50余人を殺害。『鎌倉年代記』では「左京権大夫時村朝臣誤りて誅されおわんぬ」、『保暦間記』では「仰ト号シテ夜討ニシタリケル」とある。時村の孫の北条煕時はかろうじて難を逃れたが、葛西ヶ谷の時村邸一帯は出火により焼失した。
その12日後、引付衆一番頭人の大仏宗宣らが、貞時の従弟で得宗家執事（内執権）で侍所所司の北条宗方を追討。二階堂大路薬師堂谷口にあった宗方の屋敷には火をかけられ宗方の多くの郎等が討たれた。
かつては鎌倉時代末期から南北朝時代成立の『保暦間記』にある「（宗方が）師時に超越せらるる事を無念にして、本より心武く驕心の有ければ、師時を亡さんと巧みけり」「左京権大夫時村師時相合て、将軍家の執権の連署す。時村が孫右馬権頭煕時と申は、是も貞時の聟なり。仍って時村その比仁躰なりければ、先彼を討て、その後師時煕時等をも討んとする程に、宗方多人を語う」という記述により、野心を抱いた北条宗方が引き起こしたものとされていたが、事件と同時代の『実躬卿記』同年5月8日条に「凡（およそ）珍事々々」とある通り、北条一門の暗闘の真相は不明である。

## 京にもたらされた情報
これを京にいて関東（鎌倉幕府）からの早馬で知らせを受けた側の当時の記録を見ていくと以下のようになる。
早馬がもたらした京の朝廷及び六波羅探題への第一報では「去二十三日午剋（刻）、左京権大夫時村朝臣、僕被誅了」（『実躬卿記』4月27日条）、「関東飛脚到著。是左京大夫時村朝臣、去二十三日被誅事」（大外記の中原師茂）と、「時村が誅された」とある。執権に次ぐ連署を「誅す」のは北条貞時以外にはいない。
金沢文庫に残る5月16日の京の六波羅探題南方から金沢文庫・称名寺の二代長老明忍房剱阿に送られた「倉栖兼雄書状」によると、この早馬が伝えたものは「御教書」とあり、差し出し人は執権・北条師時であり将軍・久明親王の意思を奉じている建前となる。北条時村の娘婿でなおかつ時村の姉妹を祖母にもつ金沢貞顕が探題であった六波羅探題南方では、「京中連々騒動す。御内の若輩、また或いは弓箭を帯び、或いは甲冑を隠し宿直す。侍所に仰せ、当番の外祗候すべからざる由、禁制を加えられ候と雖も、漫に隠居す。恐怖の膓、肝を焼き候き。仍って御内と云い、京中と云い、此の如く嗷々す」という状態だったという。なお、六波羅探題北方の常盤時範も母が時村の姉妹だった。
その後、5月7日の夜の子の刻（午前0時頃）、関東（鎌倉幕府）から再び飛脚が来て鎌倉の執権北条師時からの「関東御教書」を届ける。その内容は「駿河守宗方、陰謀の企て有るにより、今日（午刻）誅されおはんぬ、その旨を存ずべし、かつがつこの事につき、在京人ならびに西国の地頭・御家人等、参向すべからざるのよし、あひ触れらるべし…」（読み下しは細川重男による）、つまり北条宗方の陰謀であったので宗方が誅されたとある。
先の「倉栖兼雄書状」の続きには「…爰に今月七日夜（子の刻）駿州（宗方）御事、御使上洛の間、造意此の如く露顕するの上は、世上自然静謐す。別して天下の為、殊に御内の為、悦ばざりべからず候」と、また5月15日に金沢貞顕が同じ金沢文庫・称名寺の明忍に送った書状にも「殊に京兆（左京権大夫であった北条時村のこと）、誤って夭（わざわい）に逢われ候の条、歎かざるべからず候か、然れども造意既に露顕の上は、天下定めて無為に属さしめ候か…」とあり、金沢貞顕の居る六波羅探題南方のいつ襲われるかという戦々恐々からやっと解放された安堵の様子がうかがわれる。
ところで5月4日に宗方が「誅せられ」というその状況が『実躬卿記』5月8日条にあり、5月4日に時村殺害は宗方の命令であるという噂に対処するため貞時が師時亭で評定を行っていたところに宗方が「推入来」したため、北条貞時は佐々木時清を遣わせて「暫不可来臨之由（暫く来ないで欲しい）」と伝えようとしたが、「打合、共落命」してしまったという。『実躬卿記』には、かつて六波羅探題として在京していた宗方について「当時随分賢者の聞こえ有り」とし、その死を「不便不便」と記している。

## その間の状況
京の公家や六波羅探題の情報はこれ以上無いので、後世（鎌倉時代末）の鎌倉側の記録に戻るが、『鎌倉年代記』にこうある。
- 5月2日：時村討手の先登の者十二人首を刎ねらる。和田七郎茂明（預　三浦の介入道…）逐電しをはんぬ…

- 5月4日：駿河守宗方誅せらる。討手陸奥守宗宣、下野守貞綱既に攻め寄せんと欲するの処に、宗方は殿中（師時の舘、禅閤貞時同宿）の騒擾を聞き、宿所より参らるるの間、隠岐入道阿清（佐々木時清）宗方の為に討たれをはんぬ。宗方が被官処々に於いて誅せられをはんぬ。…

つまり、4月23日に「仰ト号シテ」連署北条時村を「夜討」した12人はそれぞれ有力御家人の屋敷などに預けられていたが、10日もたってから「此事僻事（虚偽）なりければ」と斬首された。三浦氏に預けられながら逐電した和田茂明に追討使が発せられた様子は無く、所領（地頭職か）は没収されたものの、12年後には嫡子に所領（下地権か）の譲り状を書いており、28年後には旧来の所領を回復し出仕も認められている。
似た例は北条時宗が二月騒動で名越時章・教時兄弟を殺したときにもあった。このとき時章追討は誤殺であったと言われ、事件後に得宗被官の討手5名が処刑されている。討たれた家の者もともかくは面目を保て、時章の子や孫は家格は下がったとはいえ幕府に一応の要職を得られ、その波紋を最小限に食い止めることが出来ている。

## 事態の収拾
時村の誅殺を命じたのは貞時であり、そのために貞時は火事の後、北鎌倉明月院・浄智寺近辺の山内亭から宝戒寺南西側の師時の屋敷に移り、時村の誅殺に成功する。しかし北条庶流の反発は強く、「仰せ」によって時村を誅殺した実行部隊を「此事僻事（虚偽）なり」と処刑して収めようとした。貞時の父の時宗はそれで反対勢力の力を削ぎ、かつ上手く収めたが、この嘉元の乱では周囲の北条庶流の反発は強く、収まりはしなかったというのが『実躬卿記』にある「時村殺害は宗方の命令であるという噂に対処するため、貞時が師時亭で評定を…」という下りと見る事も出来る。
これを『鎌倉年代記』にある「討手陸奥の守宗宣、下野の守貞綱既に攻め寄せんと欲するの処に、宗方は殿中（師時の舘、禅閤同宿）の騒擾を聞き、宿所より参らるるの間…」と組合わせると、時村と共に北条庶流を代表していた大仏宗宣らが手勢を率いて宝戒寺近辺の殿中・師時の館の貞時に詰め寄り、その騒擾を察知した宗方がこれも手勢を率いて駆けつけようとしたところで宗宣・宇都宮守貞・佐々木時清らに討たれる。貞時は自身の責任を避け、これ以上の争乱を避ける為に全ては宗方の陰謀ということにして京に早馬を走らせ、全て終わったから「在京人ならびに西国地頭御家人等」は鎌倉に来てはならぬと伝言させる。それでも鎌倉には「尚逐日可有合戦之由」と再び合戦が起こるという風聞が飛び交う緊張した状況が続き、定例の評定は事実上流会となり、京の公家には「関東しづかならず」と書かれる。そしてさらに翌月の7月22日に宗方討伐の大将・宗宣が、殺された時村の後任として連署に就任してやっと事態は沈静化したと見る事も出来る。

## 諸説
黒田俊雄は『保暦間記』に書かれている嘉元の乱のあらすじを紹介して、「しかしこの作戦はまったくまずい…すべて行きづまってくると、権力欲の争いもくだらないやりかたになってくる」と書いている。
奥富敬之の『鎌倉北条氏の基礎的研究』『鎌倉北条氏の興亡』では真偽のほどは保留しながらも、事件は『保暦間記』に沿って説明している。
『保暦間記』の記述は安田元久編『鎌倉将軍執権列伝』にあり、その他の史料でどう書かれているかも紹介されている。ただし、『実躬卿記』については紹介されていない。
網野善彦は貞時と越訴頭人となって御家人たちの衆望を集めようとした宗方の対立があったとする。
高橋慎一朗はこの事件における時村と宗方の立場を霜月騒動における安達泰盛や平頼綱と同様のものとして、「得宗政権を支える二者の対立に起因する」もので「嘉元の乱は霜月騒動の縮小再生産だった」としている。
細川重男は上記の京に伝えられたその当時の情報の方に軸を置き、貞時が北条氏庶家の重鎮である時村を誅殺することで庶家の勢力を退けて得宗による専制を強化しようとしたが、北条氏庶家の反発が予想以上に強かったため、貞時が自己への責任追及を避けるためやむなく宗方の討伐を命じたのではないかとしている。

## その後の貞時
乱の後、貞時は寄合にも評定にも出席しなくなり、乱の3年後の徳治3年（1308年）8月の「平政連諫草」には、「天下の珍事国中の大体は併せて成敗にあり、怠慢なかるべし、随ってまた評定の大事はなを御出仕をまつ」「毎月御評定の内五ケ日、御寄合二ケ日奏事六ケ日ばかりは、闕かさず御勤仕あらんの条、強いて窮屈の儀なからんか」とあり、貞時に対して幕政への精励を要請、というよりも苦言を呈している。その中に「早相止連日酒宴、可被催暇景遊事」と貞時が政治への関心を失い酒に明け暮れていた様を知ることができる。
こうして貞時が平頼綱を滅ぼして以降築いてきた得宗による専制的な体制は崩壊する一方、最高権力者であるはずの貞時が政務を放棄しても北条氏庶家・長崎氏らの御内人・外戚の安達氏などの寄合衆らが主導する寄合によって幕府は機能しており、得宗も将軍同様形式的な地位に祭り上げられる結果となった。貞時は乱の6年後に41歳で死去し、幼い息子の高時が得宗家の家督を継ぐが、高時は得宗として主導権を発揮する機会もない形式的な存在のまま、元弘3年（1333年）の元弘の乱による鎌倉幕府の滅亡の時を迎えることになった。長崎氏や安達氏の政治は得宗時代の先例をひたすら踏襲し、一般御家人の生活に目を向けるものではなかったため、政治の中身は無くなり、時代に適応できぬまま矛盾を深め、鎌倉幕府の力は衰えた。